# 461 Саскія
461 Саскія (461 Saskia) — астероїд головного поясу, відкритий 22 жовтня 1900 року Максом Вольфом у Гейдельберзі.
Тіссеранів параметр щодо Юпітера — 3,199.